# 崔弼立
崔弼立（韓語：최필립，1979年8月18日—），韓國男演員。本名崔弼淳，因外貌酷似裴勇俊而得名「小裴勇俊」，藝名是由出道作《英才的全盛時代》的導演所取，在劇中使用了「弼立」這個名字，輔佐「弼」、設「立」。於2017年11月4日與小9歲、在基督教會相識並交往一年的圈外人妻子結婚。

## 影視作品

### 電視劇
- 2005年：MBC《英才的全盛時代》飾演 姜弼立
- 2006年：MBC《Soul Mate》
- 2007年：KBS《京城醜聞》飾演 山下功司
- 2007年：SBS《討厭也喜歡》飾演 尹賢秀
- 2007年：OCN《醫妓·榮華館》
- 2008年：SBS《明星的戀人》飾演 徐雨振
- 2009年：tvN《刑警Mr.LEE》飾演 李尹碩
- 2011年：SBS《微笑，媽媽》飾演 電影演員（特別演出）
- 2011年：E Channel《女帝》飾演 亨一
- 2013年：KBS《天命：朝鮮版逃亡者故事》飾演 閔道生
- 2013年：SBS《案件編號113》飾演 李糠羅
- 2013年：tvN《一起吃飯吧》（客串）
- 2014年：tvN《高校處世王》飾演 朴亨裴
- 2014年：MBC《薔薇色戀人們》飾演 高在東
- 2015年：MBC《明天也勝利》飾演 車善佑
- 2016年：KBS《白熙回來了》飾演 申奇俊
- 2016年：MBC《吹吧，美風啊》飾演 方成植
- 2018年：MBC《與神的約定》飾演 鄭慶秀
- 2019年：朝鮮tv《Leverage：詐騙操作團》 飾演 檢察官
- 2019年：MBC《Welcome 2 Life》飾演 閔成鎮
- 2023年：KBS1《是金 是玉》飾演 殷尚秀

### 電影
- 2011年：《Head》
- 2011年：《盲證》
- 2013年：《有點餓的女人》
- 2014年：《Campus S Couple》
- 2015年：《仁川搖滾小情歌！》
- 2016年：《Hiya》

## 外部連結
- NAVER （页面存档备份，存于）
- 官方網站
- 崔弼立的X（前Twitter）